# Plátano de Biar
El Plátano de Biar es un ejemplar centenario de plátano situado en Biar, localidad alicantina de la comarca Alt Vinalopó.

## Descripción
El plátano de Biar es un espécimen de unos 26 metros de altura, más de seis metros de diámetro (a un metro y medio del suelo) y unos 30 metros de copa. Se estima su edad en 250 años y su gran crecimiento se debe a su emplazamiento durante siglos en un entorno agrícola, junto a huertas y un cercano canal de riego que le proporcionó agua en abundancia. Actualmente su entorno es totalmente urbano. Es un ejemplar de un valor incalculable desde el punto de vista botánico por ser el más viejo y grueso (de su especie), de la Comunidad Valenciana y uno de los de mayor perímetro de toda España.

## Localización
Hoy en día se encuentra enclavado en medio del casco urbano de la población, concretamente en el paseo del plátano (denominada así en su honor) de camino hacia el Santuario de la Virgen de Gracia. Se encuentra protegido por la ley 4/2006 del Patrimonio Arbóreo Monumental de la Comunidad Valenciana y ubicado dentro de un jardín urbano vallado.

## Estado
El plátano de Biar es un ejemplar ya maduro, enfermo y debilitado por las continuas podas experimentadas desde hace años. Como consecuencia de esto, diversos patógenos afectan su condición.